# Al-Mursalat
Al-Mursalat “Os Enviados” (do árabe: سورة المرسلات) é a septuagésima sétima sura do Alcorão e tem 50 ayats.